# Juan Correa de Vivar
 (mars 2024).
Juan Correa de Vivar est un peintre espagnol de la Renaissance, né à Mascaraque vers 1510 et mort à Tolède le 16 avril 1566.

## Biographie
Il est né à Mascaraque, ville dont son père était originaire, sa famille maternelle étant de Portillo de Toledo. Son grand-père, Payo Correa, a été conseiller de la cité de Tolède. Les Vivar se disaient descendants du Cid. Il possédait une grande maison et des terres à Mascaraque où il revenait de temps en temps. Il ne s'est jamais marié. Comme le montre son testament conservé dans les archives de la paroisse de Mascaraque, il a été un homme religieux. Il a laissé ses biens pour des œuvres de charité, des messes ou pour la fondation d'un canonicat perpétuel dans la paroisse de Mascaraque et dont le premier bénéficiaire a été un neveu, Rodrigo de Vivar, fils d'un frère vivant près de Griñón. Un des témoins du testament est son neveu, Rodrigo de Vivar, fils de sa sœur Eufrasia, peintre à Tolède et collaborateur de son  oncle.
Il a appris le métier de peintre dans l'atelier de Juan de Borgoña, le maître le plus important de la peinture tolédane dans les premières décennies du XVIe siècle influencé par la peinture italienne, ainsi que par les écoles espagnole et nordique. Il y est entré comme apprenti à l'âge de 17 ou 18 ans en 1527.
Il a commencé ses premières œuvres importantes dans les années 1530. Les premiers tableaux qu'on puisse lui attribuer sûrement sont les retables du couvent des clarisses de Griñón (Madrid). Dans cette décennie on peut noter un petit retable pour la paroisse de Mora (Tolède) et le retable de la Nativité pour le monastère de Guidando (El Tiemblo, Ávila) dans lesquels on peut voir la grande influence de Juan de Borgoña pour la composition et la méticulosité du dessin, avec des réminiscences de Pedro Berruguete. Les deux tableaux acquis par le musée du Louvre en 2010 - La Nativité et La Visitation - sont des œuvres de jeunesse marquées par l'influence de Juan de Borgoña.
Entre 1532 et 1540, il réalise avec Juan Bautista Valdivieso les décorations pour la fête du Corpus Christi ou Fête-Dieu.
Il s'est ensuite insensiblement éloigné du style de son maître pour se rapprocher du maniérisme comme on peut le voir dans le retable réalisé pour l'église de Meco (Madrid). Il a ensuite assimilé les formes renaissantes de l'école de Raphaël avec une influence de Léonard de Vinci et de ses suiveurs, peut-être par les peintres valenciens.
Dans la décennie 1540, il exécute des œuvres pour la commune de San Martín de Valdeiglesias (Madrid), l'église Santiago del Arrabal, l'église San Nicolás en 1548, toutes les deux à Tolède, et le retable de Herrera del Duque (Bardajos), en 1546, où il a pu avoir son premier contact avec Luis de Morales.

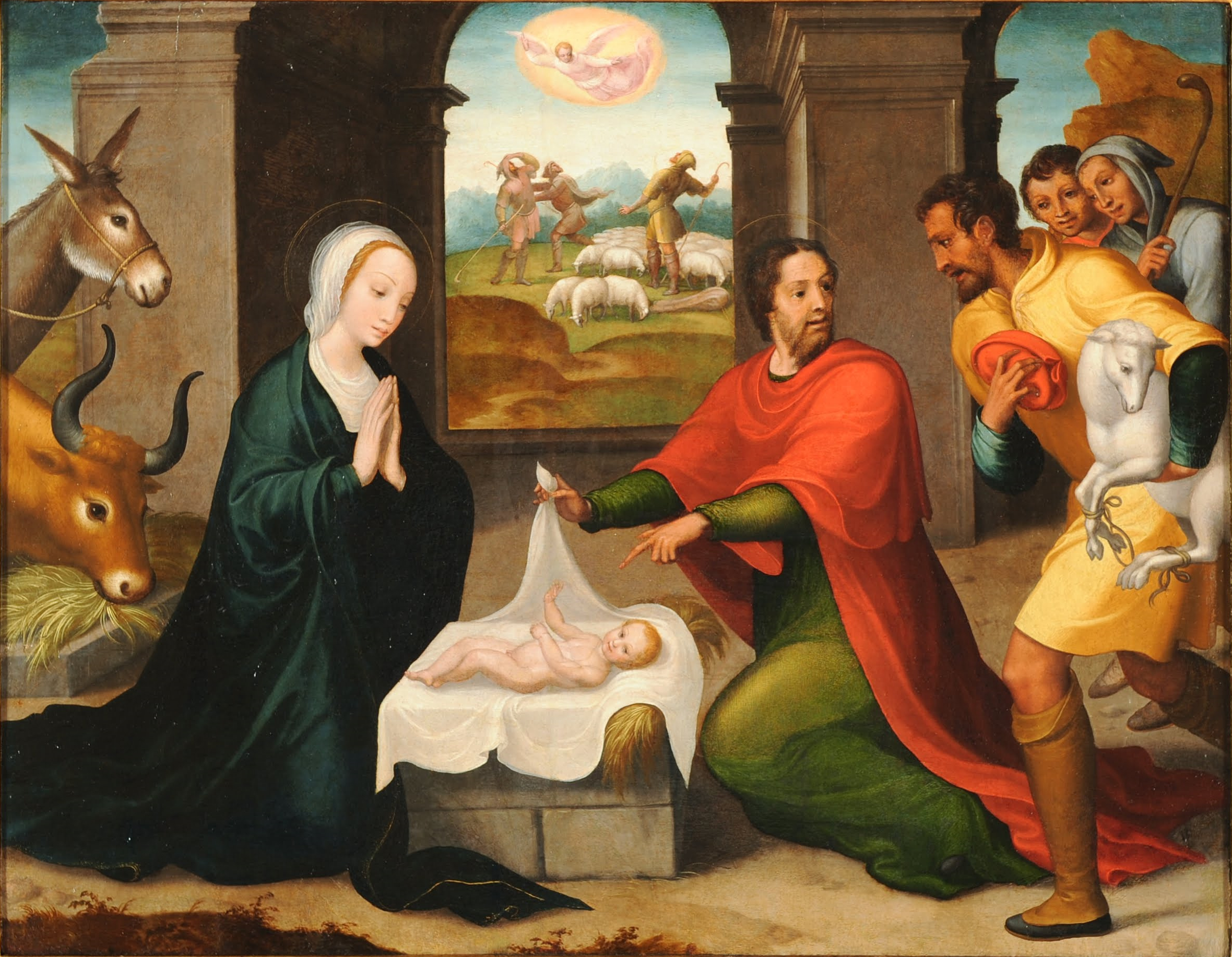
Adoration des bergers (1555-1559)
Musée Santa Cruz de Tolède

L'influence de Raphaël est plus sensible dans les années 1550 avec des figures plus monumentales. Il a alors réalisé le retable de la chapelle de la Virgen del Sagrario de la cathédrale de Tolède, celui d'Almonacid de Zorita et de Mondéjar (Guadalajara) ainsi que les tableaux de Notre Dame de l'ermitage de Lillo (Tolède) et de l'Ascension de l'église de Guisando (El Tiemblo).
C'est dans la dernière décennie de sa vie que se retrouvent l'influence de Morales et le maniérisme d'Alonso Berruguete et de Juan de Villoldo avec l'allongement des personnages. Il a réalisé un nombre important d'œuvres comme les tableaux conservés dans la cathédrale de Teruel, la Crucifixion conservé dans la chapelle Santa Catalina de l'église del Salvador de Tolède, le retable de l'église d'Almorox (Tolède), les retables des moniales de San Pablo de Tolède, celui de Calzada de Calatrava (Ciudad Real) et de Villaseca de la Sagra (Tolède).
Il est mort à Tolède, dans la paroisse de San Miguel, le 16 avril 1566. Il a été enterré à Mascaraque. Pendant la vente publique de ses biens se sont rencontrés ses amis, les architectes Alonso de Covarrubias et Nicolás de Vergara le Vieux, le sculpteur Francisco de Linares et les peintres Diego de Aguilar, Blas Pablín, Pedro de Cisneros, Gaspar de Borgoña.

## Galerie

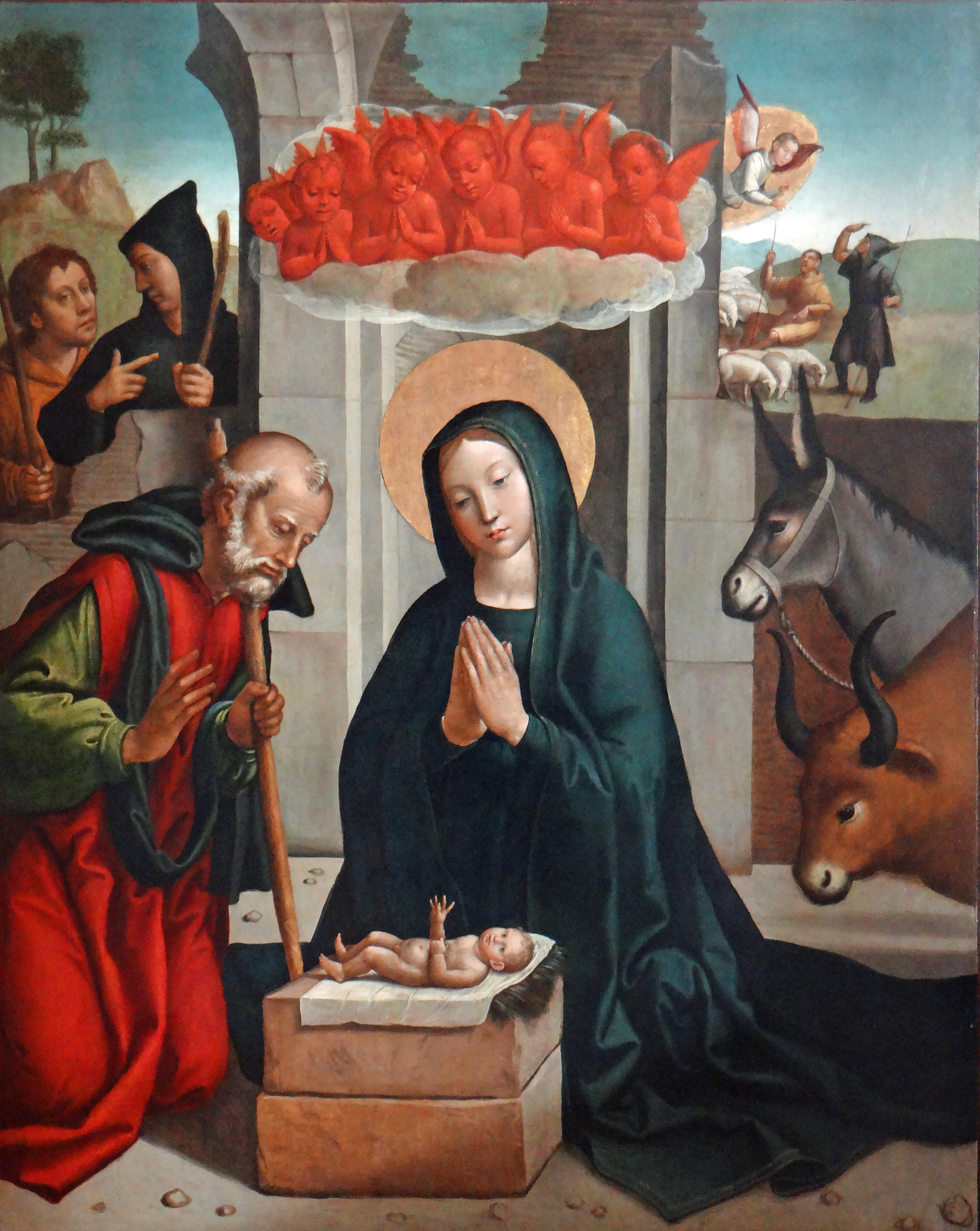
La Nativité Musée du Louvre
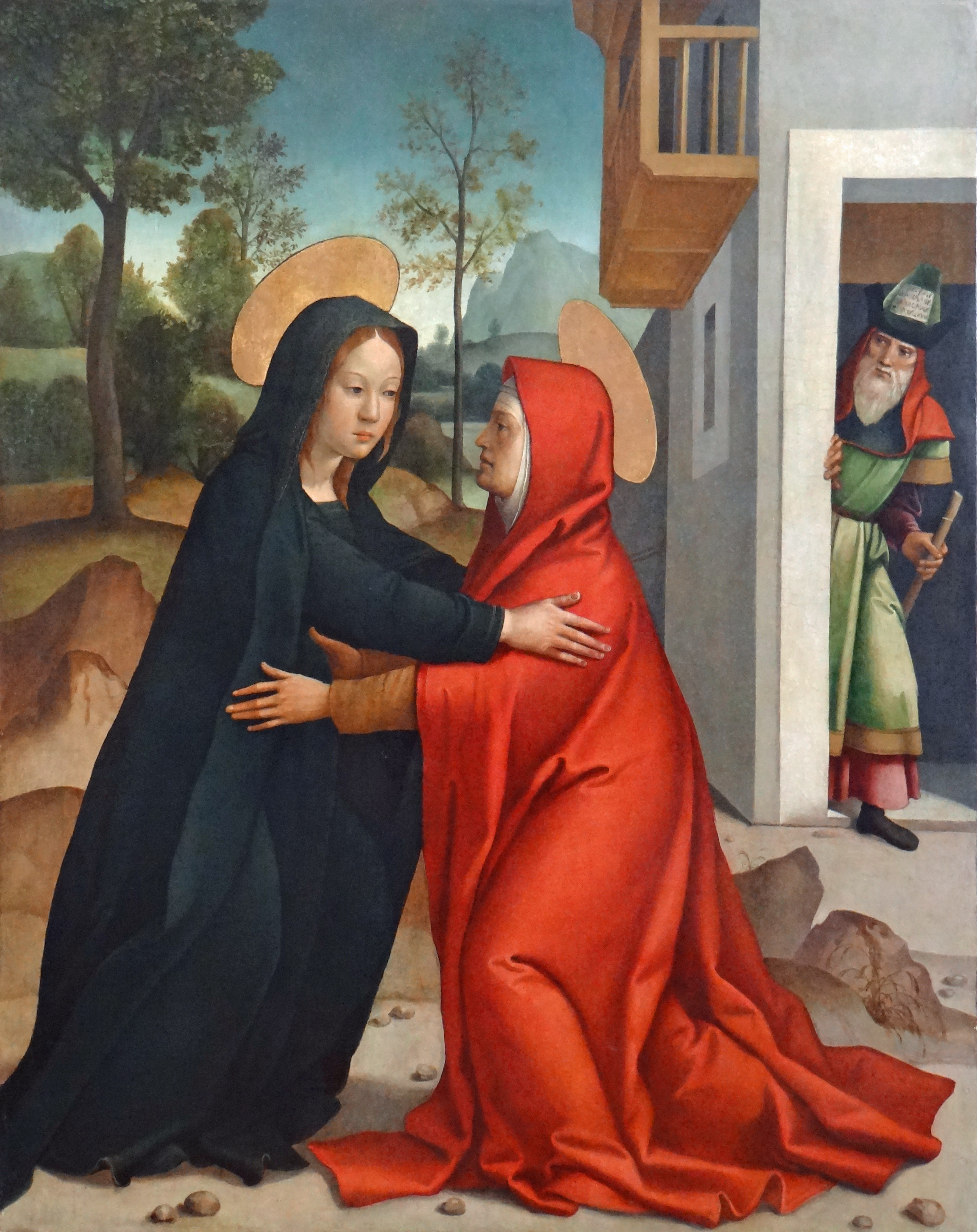
La Visitation Musée du Louvre
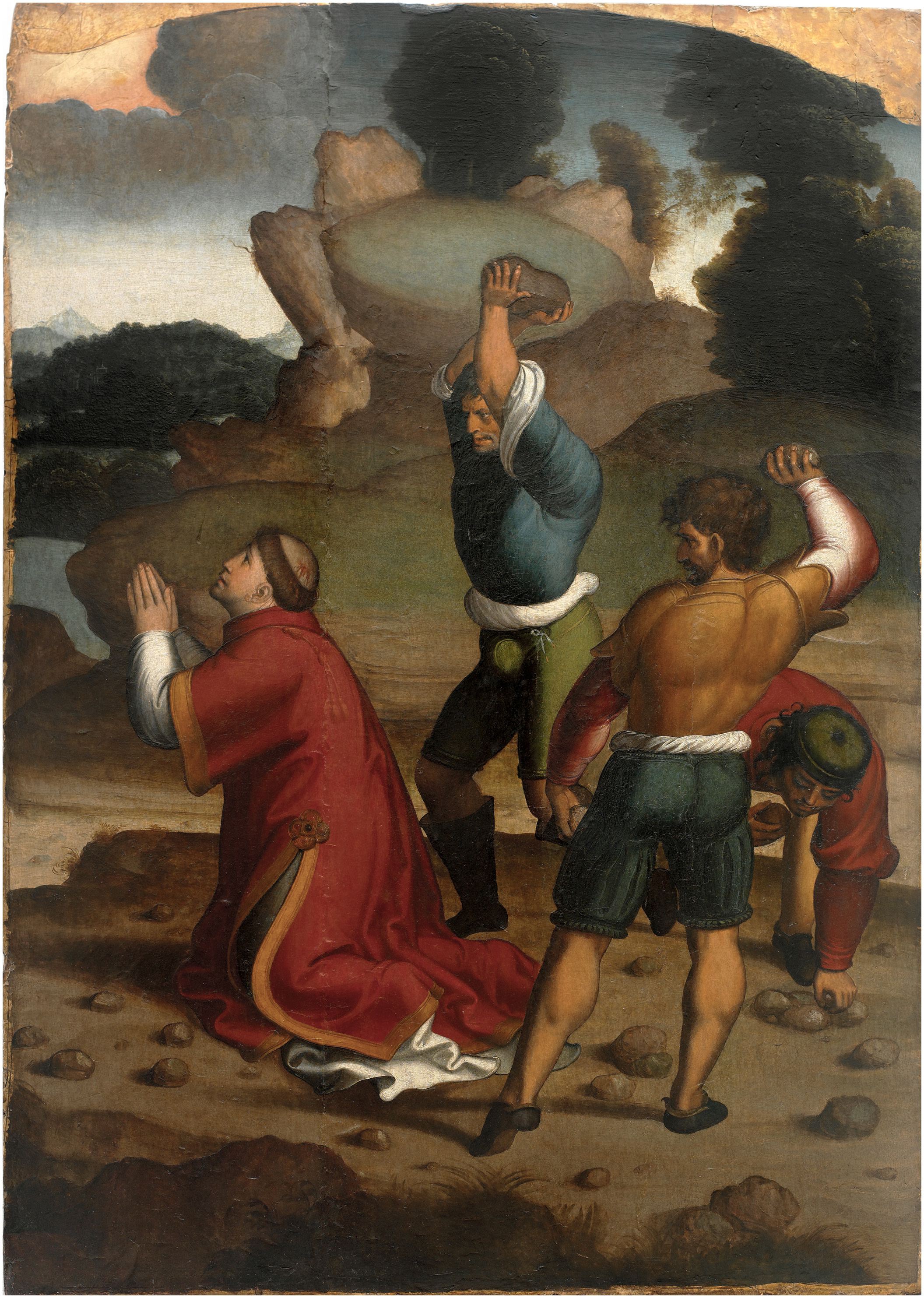
Martyre de saint Étienne Musée du Prado
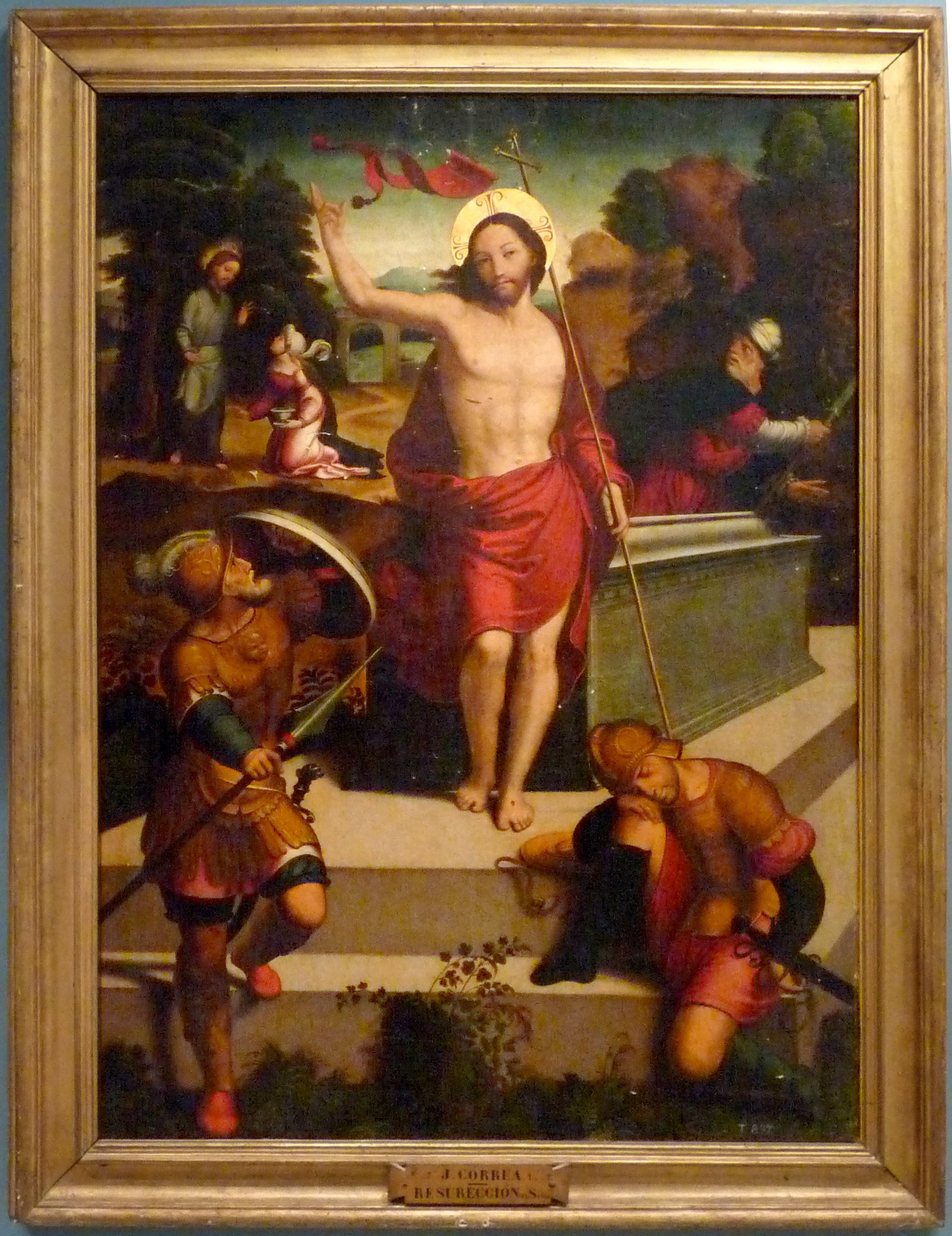
Résurrection du Christ Musée de Saragosse